# Talpa (okręg Neamț)
Talpa – wieś w Rumunii, w okręgu Neamț, w gminie Bârgăuani. W 2011 roku liczyła 327 mieszkańców.